# 山尻町
山尻町（やまじりちょう）は、愛知県江南市の地名。

## 地理
江南市東端部に位置する。東は丹羽郡扶桑町、西は高屋町、南は江森町、北は和田勝差に接する。

### 交通
- 愛知県道156号小渕江南線

### 施設
- 地蔵寺
- 八幡社
- 山尻グラウンド
- 山尻公会堂

- 地蔵寺

## 歴史

### 沿革
- 江戸時代 - 尾張国丹羽郡の尾張藩領小牧代官所支配の山尻村として所在[2]。
- 1889年（明治22年） - 旭村大字山尻となる[2]。
- 1906年（明治39年） - 古知野町大字山尻となる[2]。
- 1954年（昭和29年） - 江南市大字山尻となる[2]。
- 1983年（昭和58年） - 大字山尻は高屋町・山尻町・江森町に編入され、消滅[2]。山尻町は大字山尻・大字両高屋・大字和田勝差・大字江森の各一部により成立[2]。

### 人口の変遷
国勢調査による人口および世帯数の推移。
| 2000年（平成12年） | 408世帯 1283人 |  |
| 2005年（平成17年） | 429世帯 1309人 |  |
| 2010年（平成22年） | 430世帯 1260人 |  |
| 2015年（平成27年） | 440世帯 1256人 |  |
| 2020年（令和2年）  | 453世帯 1244人 |  |

### WEB
1. 1 2  総務省統計局 (2022年2月10日). “令和2年国勢調査の調査結果(e-Stat) - 男女別人口，外国人人口及び世帯数－町丁・字等” (CSV). 2023年8月2日閲覧。
2. ↑  “愛知県江南市の町丁・字一覧”.   人口統計ラボ. 2024年8月9日閲覧。
3. ↑  “市外局番の一覧” (PDF).   総務省 (2022年3月1日). 2022年3月22日閲覧。
4. ↑  “ナンバープレートについて”.   一般社団法人愛知県自動車会議所. 2024年1月21日閲覧。
5. ↑  総務省統計局 (2014年5月30日). “平成12年国勢調査の調査結果(e-Stat) - 男女別人口及び世帯数 －町丁・字等” (CSV). 2021年7月20日閲覧。
6. ↑  総務省統計局 (2014年6月27日). “平成17年国勢調査の調査結果(e-Stat) - 男女別人口及び世帯数 －町丁・字等” (CSV). 2021年7月21日閲覧。
7. ↑  総務省統計局 (2012年1月20日). “平成22年国勢調査の調査結果(e-Stat) - 男女別人口及び世帯数 －町丁・字等” (CSV). 2021年7月21日閲覧。
8. ↑  総務省統計局 (2017年1月27日). “平成27年国勢調査の調査結果(e-Stat) - 男女別人口及び世帯数 －町丁・字等” (CSV). 2021年7月21日閲覧。

### 書籍
1. 1 2  「角川日本地名大辞典」編纂委員会 1989, p. 1674.
2. 1 2 3 4 5 6  「角川日本地名大辞典」編纂委員会 1989, p. 1374.